# Abhinava Pampa
Abhinava Pampa (sanscrito "il secondo Pampa"), noto anche con lo pseudonimo di Nāgacandra (902 circa – 975 circa), è stato un poeta indiano, vissuto all'inizio del dodicesimo secolo d.C.
Operò probabilmente alla corte del re Ballāla Bittideva (1104-1141), meglio noto come Vishnuvardana. Poco si sa della sua vita: seguace del giainismo, a cui sono improntate tutte le sue opere, scrisse in lingua kannada il Mallinàthapuràna (il Puràna di Mallinatha), la storia del 19° Tìrthankara, e il Ràmacandracaritapuràna (Il Puràna delle imprese di Rāmacandra), conosciuto come Pamparàmàyana (il Ramàyana di Pampa), interessante in quanto versione gianica del Rāmāyaṇa differente per molti e importanti aspetti da quella brahmanica, benché il nucleo fondamentale della narrazione sia uguale a quello di Vālmīki.